# ايتور مونروي رويدا
ايتور مونروي رويدا (بالإسبانية: Aitor Monroy Rueda)‏ (18 أكتوبر 1987 بمدريد في إسبانيا - ) هو لاعب كرة قدم إسباني في مركز الوسط. لعب مع أتلتيكو مدريد ب وأتلتيكو مدريد وسي إف آر كلوج ونادي بياترا نيامتس ونادي شريف تيراسبول ويونيون ديبورتيفا لوغرينييس وأتلتيكو مدريد ج ومكابي بتاح تكفا.

## وصلات خارجية
- ايتور مونروي رويدا على موقع قاعدة بيانات كرة القدم.إي يو (الإنجليزية)
- ايتور مونروي رويدا على موقع Soccerway.com (الإنجليزية)
- ايتور مونروي رويدا على موقع عالم كرة القدم.نت (الإنجليزية)